# Verlag Thomas Reche
Der Verlag Thomas Reche mit Sitz in Neumarkt in der Oberpfalz ist ein deutscher Buchverlag. Er publiziert bibliophile Ausgaben von Büchern internationaler Autoren, die typografisch gestaltet und illustriert werden. In der Regel handelt es sich dabei um signierte Erstausgaben in limitierter Auflage. Den Vorzugsausgaben liegen signierte Radierungen, Holzschnitte, Originalfotografien oder Kupferstiche bei.

## Verlagsprogramm und Autoren
Seit der Gründung 1988 durch Thomas Reche erschienen in der im Jahr 2008 abgeschlossenen Buchreihe Reihe Refugium insgesamt 50 Ausgaben mit Erzählungen, Essays und Gedichten. Ihre Autoren sind unter anderem Hermann Lenz, Reiner Kunze, Ernst Jünger, Günter Kunert, Hubert Schirneck und Odile Caradec. Sie wurden zum Beispiel von Künstlern wie Alfred Hrdlicka oder Jürgen Brodwolf mit Radierungen, Holzschnitten, Zeichnungen und Kupferstichen begleitet.
Die 2004 begonnene Reihe Edition Refugium ist auf insgesamt zwanzig Veröffentlichungen internationaler Autoren ausgelegt. Sie beinhalten meist Originaltexte mit deutscher Übersetzung. Die Ausgaben sind fadengeheftet oder in Leinen gebunden. Die Reihe begann mit der Erzählung Protokoll des ungarischen Nobelpreisträgers Imre Kertész. Es folgten Gedichte und Erzählungen u. a. von Robert Creeley (Offsetlithografien von Jürgen Brodwolf), Les Murray (Zeichnungen Johannes Beyerle), Robert Gray, John Ashbery (Radierungen Claudia Berg), Charles Simic (Zeichnungen Kurt Löb), Péter Nádas, Hans Dieter Schäfer (Radierungen Susanne Theumer) und ein Gedichtzyklus des nigerianischen Nobelpreisträgers Wole Soyinka, den Thomas Rug mit Kohlezeichnungen begleitete.
2009 erschien die an Kafka anlehnende Erzählung Vor dem Tor des südafrikanischen Nobelpreisträgers J. M. Coetzee, sowie Heute bleibt gestern mit Aufzeichnungen von Günter Kunert. Zuletzt wurde ein Essay von Wole Soyinka über das Erste Exil (Offsetlithografien von Jürgen Brodwolf) veröffentlicht. In jüngster Zeit arbeitet der Verlag auch mit Photographen wie Barbara Klemm und Erich Lessing zusammen, welche die zugehörigen Texte nicht mehr im herkömmlichen Sinn illustrieren, sondern optische Korrelate bilden. Die typographische Gestaltung der Reihe liegt in den Händen von Mirko Albrecht.
2011 initiierte Thomas Reche die Reihe Ligaturen, die im größeren Leinenformat Texte internationaler Autoren mit Photographien und Graphiken so kombiniert, dass neue Kontexte entstehen. Die Reihe fand ihren Anfang mit einer Veröffentlichung von Günter Kunert, in dessen Berliner Kaleidoskop Kindheitserinnerungen von Bildern des Magnum-Photographen Thomas Hoepker begleitet werden. Es folgen unter dem Titel Fünfzehn Stimmungen Gefängnisbriefe von Václav Havel (Bilder Erich Lessing, Magnum), autobiographische Prosa von John M. Coetzee und unveröffentlichte Gedichte des Nobelpreisträgers Wole Soyinka, die durch Schwarzweißphotographien von Barbara Klemm und Robert Lebeck illustriert werden. Auch Péter Nádas ist mehrfach mit Veröffentlichungen vertreten; Susanne Theumer fertigte Radierungen zu seinen Texten.
Nach Abschluss der Reihe Ligaturen initiierte der Verleger 2022 die ebenfalls auf 20 Publikationen projektierte Reihe Resonanzen. Auch hier ist zentrales Anliegen, mittels einer sorgfältigen Typographie ausgewählte Texte und Bilder zu einem sensiblen Ensemble zu verbinden. Als erster Band erschienen Essays der Literaturnobelpreisträgerin Herta Müller mit Schwarzweißphotographien von Axel Heller unter dem Titel Am Rand der Pfütze springt jede Katze anders. Im Anschluss daran wurden ein Band mit Gefängnistexten von Liao Yiwu publiziert, zu denen Jürgen Brodwolf Offsetlithographien schuf. In Vorbereitung befindet sich eine Ode des nigerianischen Nobelpreisträgers Wole Soyinka, das einem von Boko Haram verschleppten Mädchen gewidmet ist und von William Kentridge mit Kohlezeichnungen begleitet wird. Barbara Klemm folgt mit der Edition Landschaften. Bilder, das großformatige Schwarzweißaufnahmen auf fünfzig Jahren versammelt und von Péter Nádas mit einem Essay eingeleitet wird, der zu den Bildern entstand.
Daneben wurden in lockerer Folge literarisch-graphische Blätter und Originalgraphiken in den Reihen Jahresblätter und Positionen verlegt. Selten erscheinen in diesem Verlag Festschriften, Kataloge oder wissenschaftliche Publikationen.
Für sein „herausragendes Programm“ (so Markus Blume, der bayerische Staatsminister für Wissenschaft und Kunst) und die Publikation Gefängnis-Flucht von Liao Yiwu, zu der Jürgen Brodwolf Sepiazeichnungen fertigte, erhielt der Verlag im November 2022 die Bayerische Verlagsprämie.